# Маттун (Вісконсин)
Маттун (англ. Mattoon) — селище (англ. village) в США, в окрузі Шавано штату Вісконсин. Населення — 357 осіб (2020).

## Географія
Маттун розташований за координатами 45°0′16″ пн. ш. 89°2′29″ зх. д. / 45.00444° пн. ш. 89.04139° зх. д. (45.004574, -89.041406).  За даними Бюро перепису населення США в 2010 році селище мало площу 4,24 км², уся площа — суходіл.

## Демографія
Згідно з переписом 2010 року, у селищі мешкало 438 осіб у 171 домогосподарстві у складі 119 родин. Густота населення становила 103 особи/км².  Було 194 помешкання (46/км²).
Расовий склад населення:
| - 82,6 % — білих - 1,8 % — корінних американців - 1,6 % — азіатів - 0,2 % — чорних або афроамериканців - 9,4 % — осіб інших рас |

До двох чи більше рас належало 4,3 %. Частка іспаномовних становила 16,0 % від усіх жителів.
За віковим діапазоном населення розподілялося таким чином: 23,5 % — особи молодші 18 років, 58,2 % — особи у віці 18—64 років, 18,3 % — особи у віці 65 років та старші. Медіана віку мешканця становила 38,0 року. На 100 осіб жіночої статі у селищі припадало 104,7 чоловіків;  на 100 жінок у віці від 18 років та старших — 98,2 чоловіків також старших 18 років.
Середній дохід на одне домашнє господарство  становив 39 471 долар США (медіана — 34 583), а середній дохід на одну сім'ю — 41 439 доларів (медіана — 38 750). Медіана доходів становила 27 083 долари для чоловіків та 30 313 долари для жінок. За межею бідності перебувало 30,3 % осіб, у тому числі 57,4 % дітей у віці до 18 років та 11,5 % осіб у віці 65 років та старших.
Цивільне працевлаштоване населення становило 219 осіб. Основні галузі зайнятості: сільське господарство, лісництво, риболовля — 31,5 %, освіта, охорона здоров'я та соціальна допомога — 21,9 %, виробництво — 17,8 %.